# (23238) Ocasio-Cortez
(23238) Ocasio-Cortez est un astéroïde de la ceinture principale.

## Description
(23238) Ocasio-Cortez est un astéroïde de la ceinture principale. Il fut découvert le 20 novembre 2000 à Socorro (Nouveau-Mexique) par le projet LINEAR. Il présente une orbite caractérisée par un demi-grand axe de 2,46 UA, une excentricité de 0,13 et une inclinaison de 6,2° par rapport à l'écliptique.

## Nom
Il a été nommé en août 2007 en l'honneur de l'Américaine Alexandria Ocasio-Cortez, alors étudiante, qui avait remporté le deuxième prix d'un concours de la Intel International Science and Engineering Fair avec un projet scientifique de microbiologie qu'elle avait réalisé lorsqu'elle était lycéenne. Ocasio-Cortez s'engagera plus tard en politique au niveau national, au sein du Parti démocrate, et deviendra en 2018, à 29 ans, la plus jeune candidate jamais élue au Congrès des États-Unis.

## Compléments